# Redford (Michigan)
Redford è una municipalità degli Stati Uniti d'America, nella Contea di Wayne, nello Stato del Michigan.